# 沃托格赛尔河

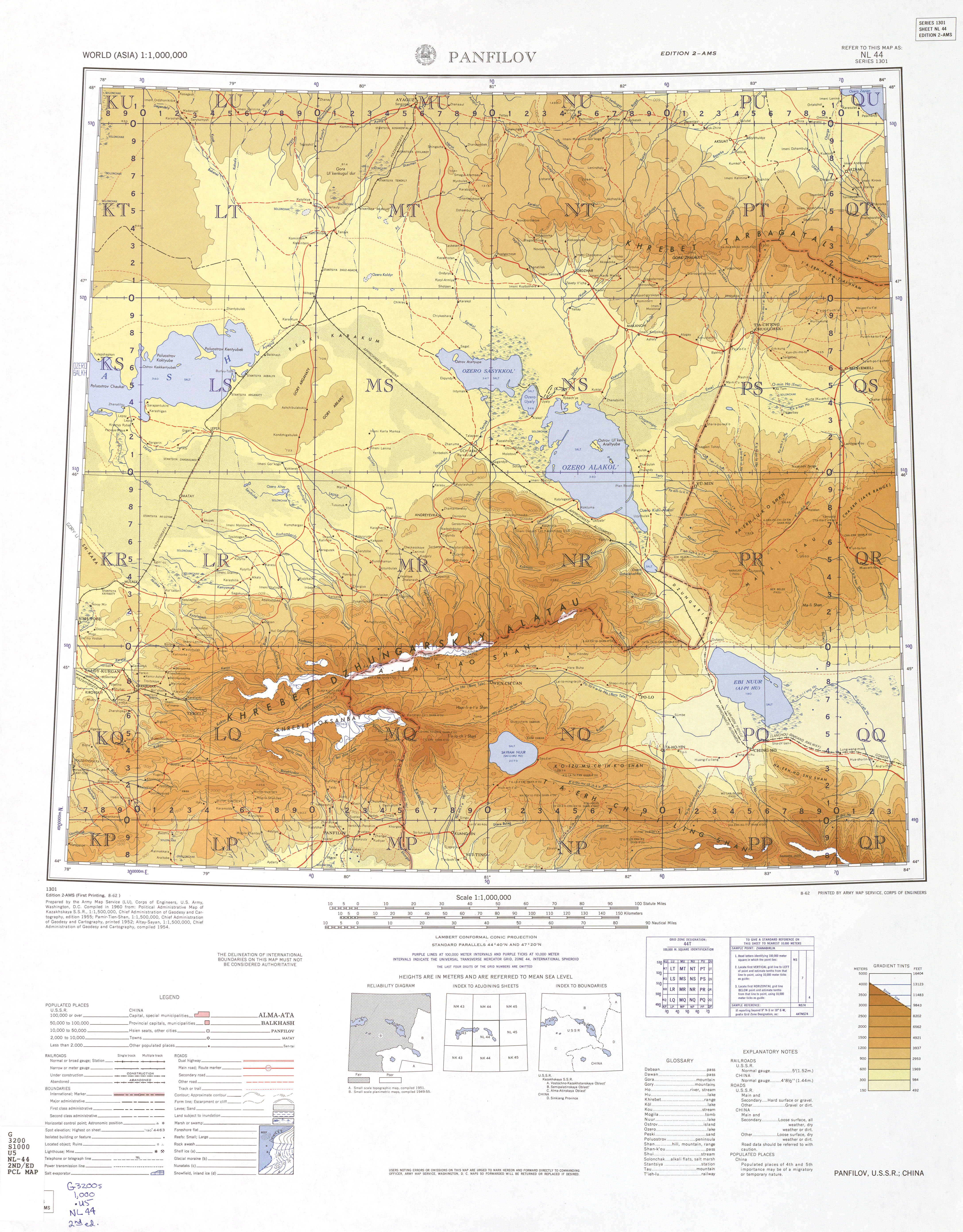
包含博尔塔拉州的地图，沃托格赛尔河被标作为乌尔塔克萨雷河（Wu ssu t'an sa lei Ho）位于图中下方。

沃托格赛尔河也称鄂托克赛尔郭勒、鄂托克赛尔河、乌尔塔克萨雷河，位于中华人民共和国新疆维吾尔自治区博尔塔拉蒙古自治州温泉县南部的一条河流，是博尔塔拉河右岸支流，发源于别珍套山南侧没吾斯冰川，自西南向东北流，于阿合奇水文站出山口，经呼和托哈种畜场奇其尔根特布呼牧业队和安格里格镇本布图村饲料组（三牧场饲料组）后注入鄂托克赛尔水库，出库后继续东北流，最后于塔秀乡别勒其尔村以北约900米处汇入博尔塔拉河。河流全长112千米，流域面积1201平方千米，年均径流量约1.436亿立方米。沃托格赛尔河出山口后流经额姆斯台山前冲洪积扇平原，河床开阔。鄂托克赛尔水库以下河段平时基本无水，只有汛期少量洪水可以汇入博尔塔拉河。